# 辽宁沿海经济带

辽宁沿海经济带所在位置
1：大连市、2：丹东市、3：营口市、4：盘锦市、5：锦州市、6：葫芦岛市、7：沈阳市、8：北京市、9：天津市

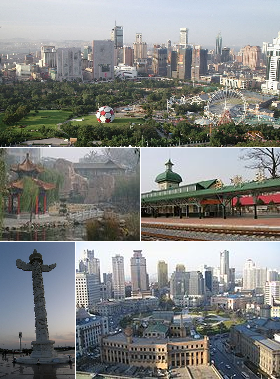
大连市

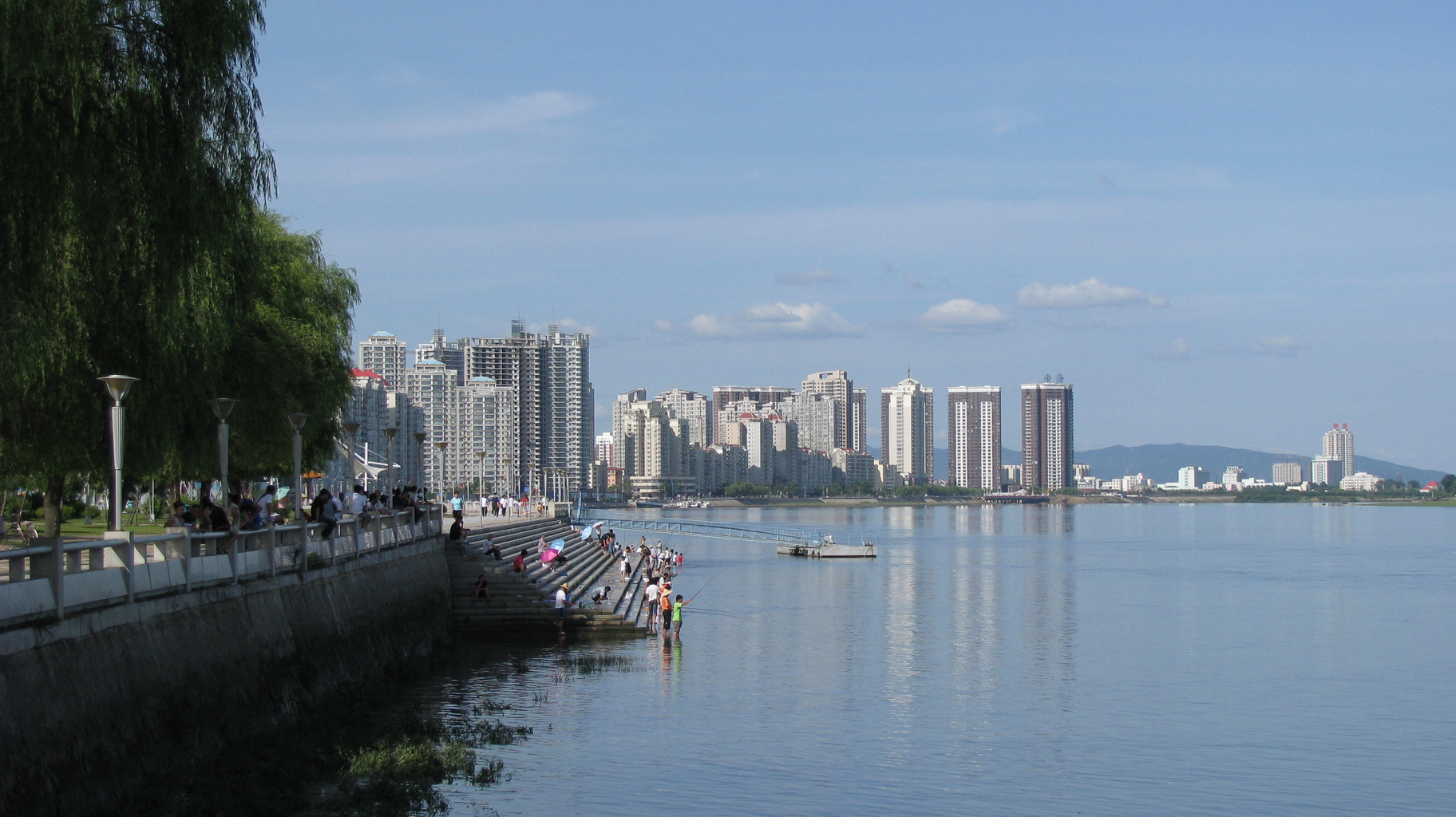
丹东市

辽宁沿海经济带是指包括位于辽宁省沿海地区的大连、丹东、营口、盘锦、锦州、葫芦岛6座城市的经济区域。该地区位于辽东半岛及渤海湾北部，为环渤海经济圈、东北亚经济圈的重要组成部分，是东北地区的主要出海通道。辽宁沿海经济带的前身为辽宁省五点一线沿海经济带，后于2009年7月1日经国务院批准上升为国家战略。

## 地理
辽宁沿海经济带位于辽宁省南部，北接以沈阳为中心的沈阳经济区及东北内陆地区，南望山东半岛蓝色经济区，东临朝鲜半岛，西连京津冀城市群。

### 组成城市
- 副省级城市与计划单列市：大连市
- 地级市：丹东市、营口市、盘锦市、锦州市、葫芦岛市
- 县级行政区（不含市辖区）：
  - 隶属大连市：庄河市、瓦房店市、普兰店市、长海县
  - 隶属丹东市：东港市、凤城市、宽甸满族自治县
  - 隶属营口市：大石桥市、盖州市
  - 隶属盘锦市：盘山县、大洼县
  - 隶属锦州市：凌海市、北镇市、黑山县、义县
  - 隶属葫芦岛市：兴城市、绥中县、建昌县

## 交通

### 铁路
- 高速铁路：秦沈客运专线、哈大高速铁路、盘营客运专线、沈丹客运专线、丹大城际铁路
- 普通铁路：京哈铁路、沈大铁路、沈山铁路、锦承铁路、魏塔铁路、新义铁路、大郑铁路、沈丹铁路、丹大铁路、凤上铁路、通灌铁路、金庄铁路、营口铁路、沙鲅铁路、龙港铁路、田五铁路、白老铁路、金窑铁路、旅顺铁路

### 公路
- 高速公路： 京哈高速、 鹤大高速、 沈海高速、 丹锡高速、 丹阜高速、 阜锦高速、 皮长高速公路、 庄盖高速公路、 阜营高速公路、 绥凌高速公路、 大窑湾疏港高速公路
- 普通公路： 102国道、 201国道、 202国道、 304国道、 305国道、 306国道、辽宁省滨海公路

### 机场
- 大连周水子国际机场、丹东浪头机场、锦州小岭子机场、长海大长山岛机场

### 港口
- 大连港、丹东港、营口港、盘锦港、锦州港、葫芦岛港等

## 五点一线
五点一线的五点是指大连长兴岛临港工业区、辽宁（营口）沿海产业基地（含盘锦船舶工业基地）、辽西锦州湾沿海经济区（含锦州西海工业区和葫芦岛北港工业区）、辽宁丹东产业园区和大连花园口工业园区。一线是指从丹东到葫芦岛绥中全长1443公里的滨海公路。辽宁沿海经济带的定位是立足辽宁，依托东北，服务全国，面向东北亚，把沿海经济带发展成为特色突出、竞争力强、国内一流的临港产业聚集带，东北亚国际航运中心和国际物流中心，建设成为改革创新的先行区、对外开放的先导区、投资兴业的首选区、和谐宜居的新城区，成为东北振兴的经济发展主轴线和新的经济增长带。